# 아프간밭쥐
아프간밭쥐(Blanfordimys afghanus)는 비단털쥐과에 속하는 설치류의 일종이다. 남아시아에서 발견된다.

## 특징
아프간밭쥐는 작고 다부진 몸과 뭉툭하고 둥근 주둥이 그리고 둥근 귀를 갖고 있다. 연한 노랑-황토색부터 회색빛 노랑까지 다양한 색을 띤다. 짧은 꼬리도 유사한 색을 띠고, 하체는 크림색빛 회색이다. 핵형은 2n=58이다. 꼬리 길이 30mm를 제외한 몸길이는 110mm이다. 발 길이는 16mm이고 보통 6개의 발바닥을 갖고 있지만, 때로는 5개이다.

## 분포
투르크메니스탄 남부와 우즈베키스탄 남부, 이란 북동부, 타지키스탄, 아프가니스탄의 준사막 지대와 스텝 지역 그리고 산악 지역에 널리 분포하며, 해발 최대 3400m까지 서식한다. 대부분의 분포 지역에서 해발 500-600m 이하에서 살지만 해발 최대 1700m에서 발견되기도 한다.

## 생태
휴경지와 건조지, 거친 초원과 관목 지대를 좋아한다. 주로 초본 식물을 먹지만 씨앗과 과일, 꽃 그리고 뿌리를 먹기도 한다. 겨울을 대비하여 최대 4.5kg의 먹이를 저장한다. 무리 생활을 하며 복잡한 굴을 판다. 굴 전체는 최대 180 제곱미터이고, 20개부터 145개까지 다양한 수의 많은 입구를 갖고 있으며, 네 마리부터 10마리까지 산다. 가을과 겨울, 봄에 번식을 하며, 여름 가뭄에는 쉰다. 한 번에 한 마리부터 10마리까지 새끼를 낳고, 몇 년 동안 개체군 크기가 증가하고 안정을 유지할 수 있다.